# Pedro Rangel
Pedro Rangel (* 16. September 1988 in Monterrey) ist ein mexikanischer Volleyballspieler.

## Karriere
Rangel ist seit 2006 mexikanischer Nationalspieler, zunächst bei den Junioren und mittlerweile auch in der A-Nationalmannschaft. Dort spielte er gemeinsam mit seinem Bruder Jesus Rangel. 2012 wurde er als bester Zuspieler der NORCECA-Meisterschaft ausgezeichnet. Im gleichen Jahr wurde er vom französischen Zweitligisten Asus Orange verpflichtet. In der Saison 2013/14 spielte er beim deutschen Bundesligisten Moerser SC. Mit der Nationalmannschaft nahm Rangel 2014 an der Weltmeisterschaft in Polen sowie 2016 an den Olympischen Spielen in Rio de Janeiro teil.